# Onze-Lieve-Vrouw-van-Zeven-Smartenkapel (Boekend)

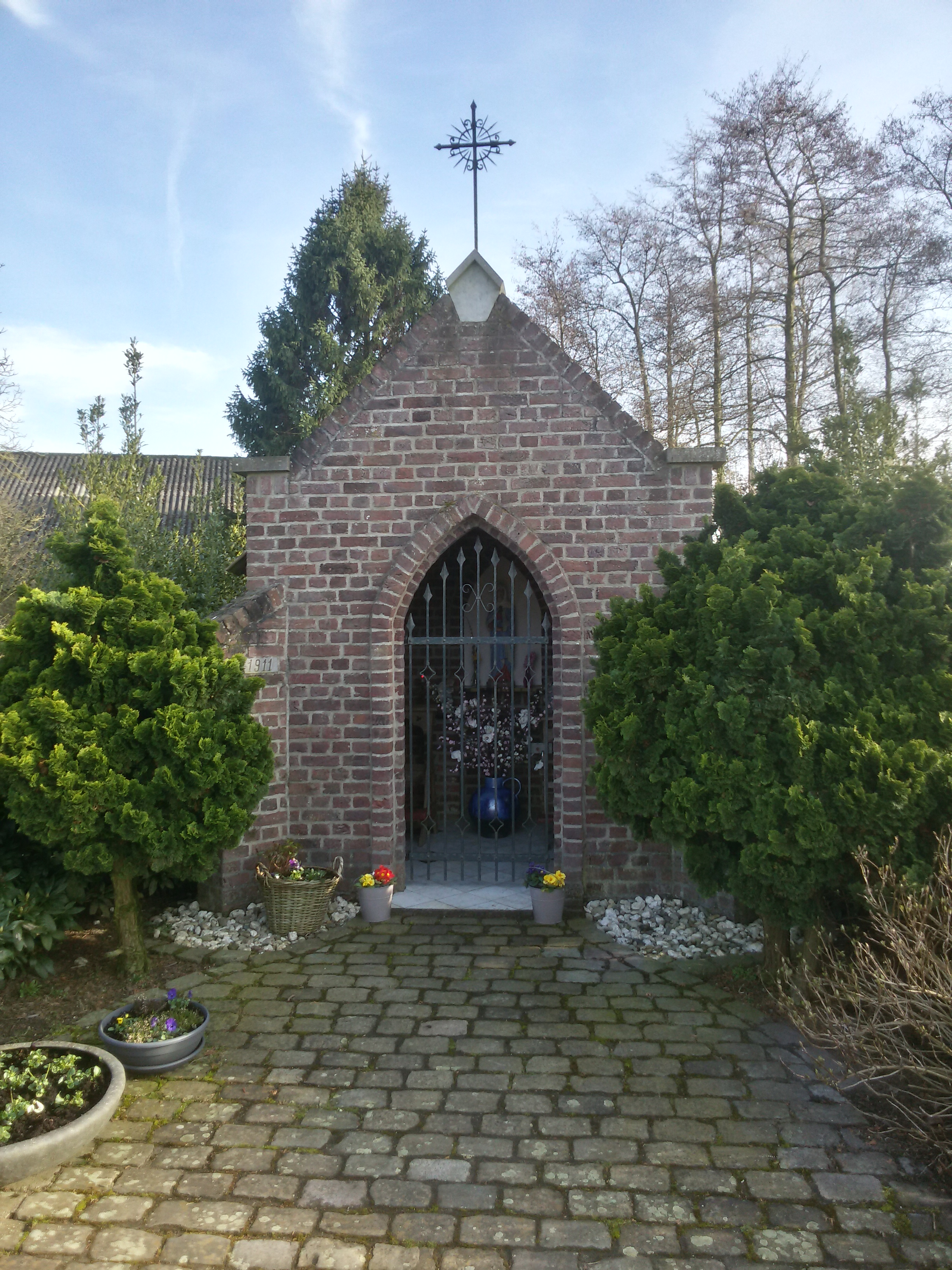
De Onze-Lieve-Vrouw-van-Zeven-Smartenkapel

De Onze-Lieve-Vrouw-van-Zeven-Smartenkapel is een kapel in Boekend in de Nederlandse gemeente Venlo. De kapel staat aan de Kockerseweg ten zuidwesten van het dorp.
De kapel is gewijd aan de heilige Maria, specifiek aan Onze-Lieve-Vrouw van Zeven Smarten.

## Geschiedenis
In 1995 werd de kapel herbouwd.

## Gebouw
De bakstenen kapel is opgetrokken op een rechthoekig plattegrond en wordt gedekt door een verzonken zadeldak met pannen. In de beide zijgevels heeft de kapel een spitsboogvenster. De frontgevel en achtergevel zijn een topgevel met schouderstukken, waarbij op de top van de frontgevel een natuursteen met een metalen kruis bevestigd is. De frontgevel heeft op de hoeken overhoekse steunberen en in de gevel bevindt zich de spitsboogvormige toegang van de kapel dat wordt afgesloten met een spijlenhek.
Van binnen is de kapel bekleed met baksteen. Tegen de achterwand is het altaar gemetseld dat bestaat uit twee bakstenen kolommen met daarop een natuurstenen blad. Op het altaar is een sokkel geplaatst en hierp staat het Mariabeeld met aan weerszijden een engeltje. In de achterwand achter het Mariabeeld is een spitsboogvorm gemetseld die licht gepleisterd is.